# Глинт
Глинт или Балтийско-Ладожки отстъп (на датски: klint– обрив, отстъп) стръмен брегови отстъп от типа на куестовите склонове, изграден предимно от ордовишки варовици, простиращ се на 1100 – 1200 km покрай южния бряг на Финския залив на територията на Естония. На изток се простира до Ладожкото езеро в Ленинградска област на Русия. Височината на отстъпа достига до 56 m, като наклонът и височината му се усилва от абразионната дейност на морето.